# Tukarak Island
Tukarak Island – niezamieszkana wyspa z archipelagu Wysp Belchera, w regionie Qikiqtaaluk, na terytorium Nunavut, w Kanadzie. Wraz z Flaherty Island, Innetalling Island i Kugong Island jest jedną z czterech dużych wysp w archipelagu. Sąsiaduje z wyspami: Bradbury Island, Dove Island, Nero Island i Karlay Island.